# Desmopteridae
Desmopteridae is een familie van weekdieren uit de klasse van de Gastropoda (slakken).

## Geslacht
- Desmopterus Chun, 1889